# Wang Liqin
Wang Liqin (Xangai, 18 de Junho de 1978) é um mesa-tenista chinês, três vezes campeão mundial individual.